# Kalmusia scabrispora
Kalmusia scabrispora är en svampart som först beskrevs av Teng, och fick sitt nu gällande namn av Kaz. Tanaka, Y. Harada & M.E. Barr 2005. Kalmusia scabrispora ingår i släktet Kalmusia och familjen Montagnulaceae.   Inga underarter finns listade i Catalogue of Life.